# Collège en Isle de Liège
Le collège en Isle, collège en Île ou encore collège des jésuites wallons (en latin Collegium Societatis Iesu in insula, Leodii) est un établissement jésuite d'éducation secondaire, sis sur ce qui était l'Île de la Meuse dans la principauté de Liège. Fondé par les jésuites en 1582 il passe en d'autres mains lorsque l'ordre des jésuites fut supprimé en 1773.
Ce collège en isle est également appelé collège des jésuites wallons, afin de le distinguer du Collège des jésuites anglais installé au pied de la Citadelle. Un troisième "collège jésuite" apparaît à Liège en 1828, lors de la fondation du collège Saint-Servais sur un site de la rue Saint-Gilles.

## Arrivée des jésuites à Liège
Quelques jésuites de la génération des fondateurs de la Compagnie de Jésus visitent Liège et les environs : Pierre Canisius en 1546, Pedro de Ribadeneyra en 1556, et Jacques Lainez (Supérieur Général) en 1562. Comme prédicateurs ils font bonne impression sur Robert de Berghes, prince-évêque de Liège, qui sollicite du supérieur général la fondation d'un collège.
Gérard de Groesbeek reprend le projet de son prédécesseur. Il y intéresse les chanoines de sa cathédrale et rassemble quelques revenus qui permettent la création d'une résidence jésuite à Liège (1569). N'ayant pas d'établissement fixe ils sont logés chez des particuliers. En 1569, on leur assigna pour y célébrer l'office divin une chapelle dans la collégiale de Sainte-Croix et l'année suivante une autre dans celle de Saint-Denis.
Un groupe de six jésuites s'y installe[Où ?]. Ils sont principalement occupés à la prédication dans la partie nord de la principauté, où l'influence du protestantisme n'est pas négligeable : Tongres, Hasselt, Maëstricht, Maaseik.
Les jésuites sont bien accueillis par le clergé et la population. Leur prédication ayant du succès, les demandes se multiplient pour qu'ils ouvrent un collège dans la ville, d'autant plus que leur nombre augmente : ils sont bientôt douze, à la rue Souverain-Pont. Comme, de par leurs constitutions, l'enseignement dans les collèges jésuites est gratuit ; l'évêque de Liège est à la recherche de revenus qui permettront d'offrir une assise financière au projet. Finalement, avec l'autorisation du pape, les revenus du prieuré de Saint-Séverin-en-Condroz et de la Seigneurie de Muno-lez-Bouillon sont affectés au collège.
Durant l'épidémie de peste qui ravage Liège en 1579, les jésuites se dévouent au chevet des moribonds. Plusieurs y perdent la vie. Cela leur acquiert une estime supplémentaire auprès de la population.

## Fondation du Collège en Isle

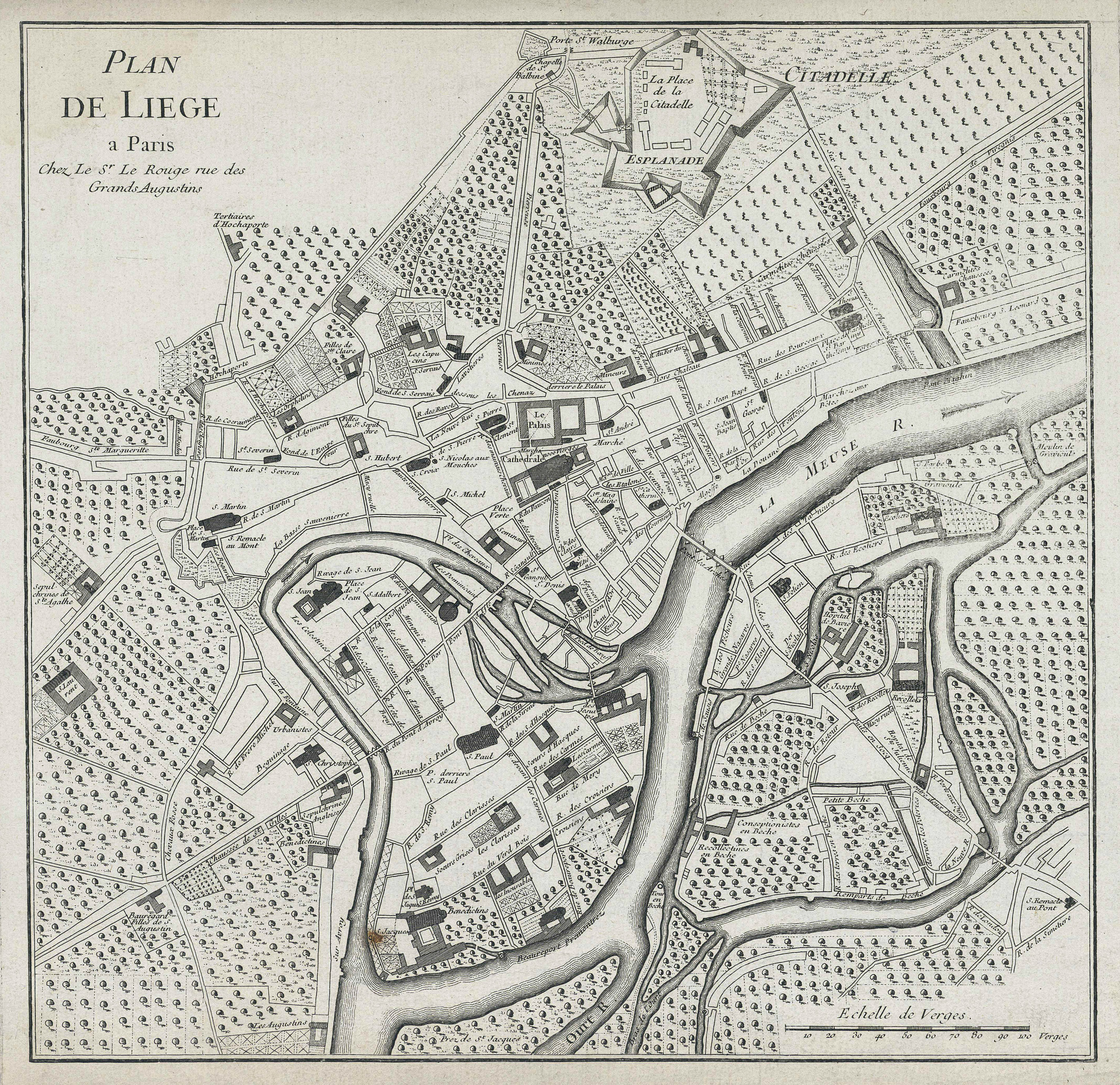
À la pointe de l'île sur la Meuse: le collège (1740)

C'est en 1495 que sur les terrains abandonnés de l'îlot Hochet s'installent les frères Hiéronymites qui y construisent un établissement d'enseignement moyen.
Ernest de Bavière obtient des Frères de la vie commune qu'ils cèdent leur couvent et école de l'île dite Hochet  - autrefois florissante - aux jésuites qui s'y installent en novembre 1581. Le 30 avril 1582 a lieu l'inauguration des cours. Le collège est un succès immédiat : quatre ans plus tard, il compte déjà 500 élèves. La bulle papale autorisant l'érection officielle d'un collège de Jésuite à Liège est datée du 19 septembre 1586. 
En 1595, les élèves seront 700. Le chiffre monte à 1 200 en 1601. Il restera alors aux environs de 1 100 jusqu'au départ des jésuites en 1773.
Au départ, les classes sont de trois niveaux : Rhétorique, Poésie et Grammaire. Au fil des années trois autres niveaux (quatre, cinq et six) sont ajoutés. Il y a même un cours de philosophie, qui doit cependant fermer en 1613 étant donné la forte opposition de l'Université de Louvain. La pédagogie du « collège en île » est celle de la tradition jésuite telle que définie dans le Ratio Studiorum de 1586.
Attentif et généreux Ernest de Bavière fait même construire un pont, en 1595, pour éviter aux élèves et aux fidèles du quartier du centre la traversée quotidienne du bras de la Meuse en barque. Il en pose lui-même la première pierre. Tout naturellement le pont sera populairement appelé pont des jésuites.

## Développement et expansion
Au début du XVIIe siècle on agrandit les locaux. On bâtit en particulier une grande salle destinée aux « solennités académiques » qui, comme salle de théâtre jouera un grand rôle dans la vie socio-culturelle et religieuse de la ville de Liège. En 1651 la munificence d'un généreux bienfaiteur, Godefroid d'Anthines, permet de reconstruire en plus vaste l'ensemble des bâtiments.

### Relations avec la Cité
Les relations entre le collège et les autorités civiles sont au départ et dans l'ensemble excellentes. La Cité de Liège entre généreusement dans les frais d'agrandissement du collège ; elle fournit les livres pour la distribution des prix, et contribue à la réparation des dégâts causés par le bombardement de 1691. Cependant durant le XVIIe siècle, les luttes entre le parti en faveur de l'émancipation municipale et les défenseurs des droits du prince-évêque, causent des troubles qui ont des répercussions au collège, les jésuites étant traditionnellement plus proches du prince-évêque que du pouvoir municipal.
Les troubles sont particulièrement graves en 1637. Après l'assassinat d'un chef du parti des Grignoux le collège est saccagé par la populace en colère, le recteur du collège poignardé (il mourra quelques jours plus tard).
À une autre occasion c'est la grève des collégiens - défendant leur préfet le père Christian Baullin - qui empêche les magistrats de la ville de procéder à l'expulsion de plusieurs pères jésuites car étrangers à la principauté.

### Activités littéraires, théâtre et ballet
Dans la ligne du Ratio Studiorum des séances publiques littéraires sont organisées annuellement, le but étant de permettre aux élèves d'apprendre à s'exprimer élégamment en public. Des « plaidoyers » (débats) sont organisés, avec des groupes de collégiens défendant le pour et le contre d'une thèse. Des placards publics annoncent la soirée et des programmes sont imprimés. Les plus hautes autorités sont présentes. Ces solennités littéraires ont vite valeur d'évènement social dans la ville.
Des représentations théâtrales ont lieu dans la salle des solennités académiques. Les drames ou comédies sont généralement œuvres des jésuites eux-mêmes: les sujets sont tirés de la Bible, de l'histoire religieuse ou de la mythologie classique. Ils ont toujours une perspective pédagogique (composés pour mettre en valeur les talents des élèves) et un caractère moralisateur (la « Vertu vainc le Vice »). Durant le XVIIe siècle la salle du collège est le seul théâtre de la ville de Liège.
Pas de représentation publique sans ballet comme intermède. L'art chorégraphique est utilisé pour exprimer idées et sentiments présents dans la pièce de théâtre. Au XVIIIe siècle l'art de la danse est un complément nécessaire de toute bonne éducation.

### Construction de l'église du Saint-Sacrement
Le 25 juin 1669 les premières pierres d'une église sont solennellement posées, en présence des autorités de la ville et de la principauté. Étant donné la nature du sol (près du fleuve) et les difficultés techniques rencontrées - y compris un grave accident en 1689 qui nécessite la modification des plans originaux -  les travaux durent une quarantaine d'années. Avant même d'être terminée l'église, au centre de la ville, est déjà endommagée : le général français de Boufflers bombarde Liège en 1691.
L'église est consacrée en 1700 et son clocher achevé en 1703. Elle est dédiée au Saint-Sacrement. Le jour de la fête du Saint-Sacrement (1700) – une fête liturgique instituée à Liège en 1246 avant d'être étendue à l'église universelle – une procession grandiose traverse toute la ville de Liège conduisant l'évêque de Liège à la nouvelle église « parmi les fanfares des trompettes, les bruits des boëttes, les illuminations et feux d'artifice, et d'autres semblables marques d'une sainte réjouissance ».

### Nouvelles infrastructures
Face à l'afflux d'étudiants au collège, une vaste campagne de travaux est entamée au début du XVIIIe siècle : les anciens bâtiments sont progressivement remplacés par de nouvelles infrastructures.
L'aile centrale est dessinée sur les plans du maître-maçon Paquay Barbière en 1717. Typique de l'architecture liégeoise, son volume de brique et calcaire s'élevant sur trois niveaux est rythmé horizontalement par des cordons de pierre prolongeant les seuils des fenêtres. Au XVIIIe siècle, sa façade principale est orientée au sud : on y pénètre par un avant-corps central surmonté d'un fronton et ponctué par une tourelle qui indique l'emplacement de la Salle de l'Horloge. Cette dernière a conservé les frises végétales en stuc qui ornent les nervures de sa voûte.
Deux autres ailes lui sont ajoutées, la première du côté nord, dite aile bibliothèque, date d'entre 1717 et 1738,, la deuxième vers le sud est bâtie sous le règne du prince-évêque Velbrück entre 1772 et 1784.

## Expulsion des jésuites
En 1773, pour des raisons politiques, Clément XIV supprime la Compagnie de Jésus. Le bref pontifical Dominus ac Redemptor doit être promulgué dans chaque maison jésuite. À Liège, le prince-évêque Velbruck procède avec tact. Les jésuites doivent quitter le collège et n'existent plus comme communauté religieuse. Parmi eux les prêtres qui le souhaitent sont intégrés au clergé du diocèse. Les plus âgés reçoivent une pension. Le Collège en île (également appelé Collège des jésuites wallons) n'existe plus.

## Du collège à l'université

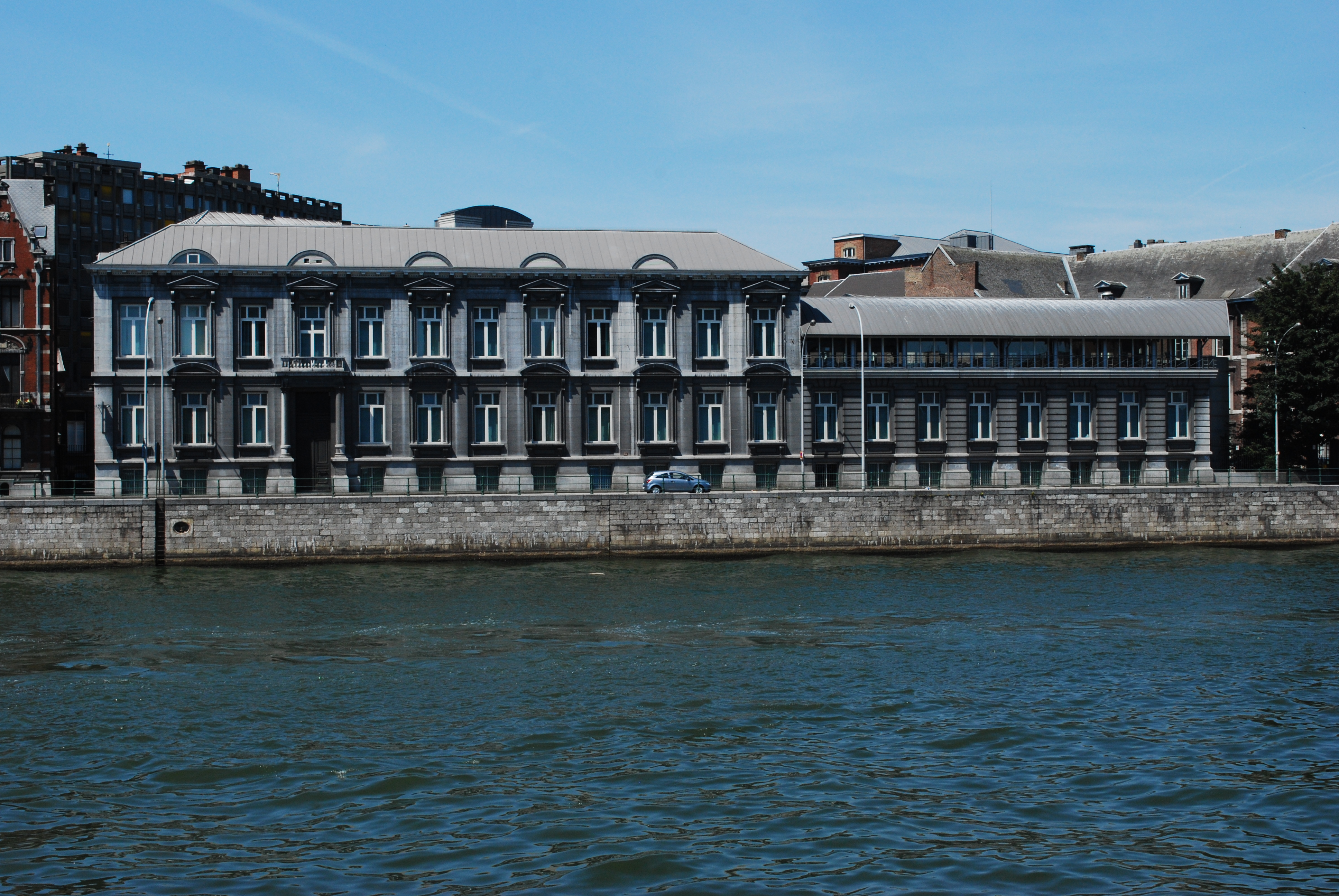
Collège en Île (des jésuites wallons), bâtiment rénové de l'Université de Liège, Faculté de philosophie et lettre

Le collège n'est plus jésuite mais l'enseignement y continue cependant. Des prêtres séculiers sont nommés pour reprendre le « grand collège », et le transforment en séminaire épiscopal en 1786.
Tout est bouleversé avec le retour des troupes françaises en 1792 : les bâtiments sont réquisitionnés et servent de magasins et de boulangerie militaire. La riche bibliothèque du collège est vandalisée. D'abord cachés les livres sont découverts en 1794 après le bombardement de la ville. Ceux qui ne sont pas volés servent aux fours de la boulangerie. Une infime partie de ce trésor intellectuel sera portée à l'Hôtel de ville et constituera le fond de départ de la bibliothèque de l'université de Liège.
Après le rattachement de la principauté de Liège à la république française les bâtiments logent une éphémère « Ecole centrale », puis un « Lycée impérial » en 1808, rebaptisé « Gymnase » en 1814.
En 1817 un décret de Guillaume Ier crée trois nouvelles universités d'État, l'université de Gand, l'université d'État de Louvain ainsi que l'université d'État de Liège qui s'installera dans les bâtiments de l'ancien collège des jésuites devenus lycée puis "gymnase".

### Chevron

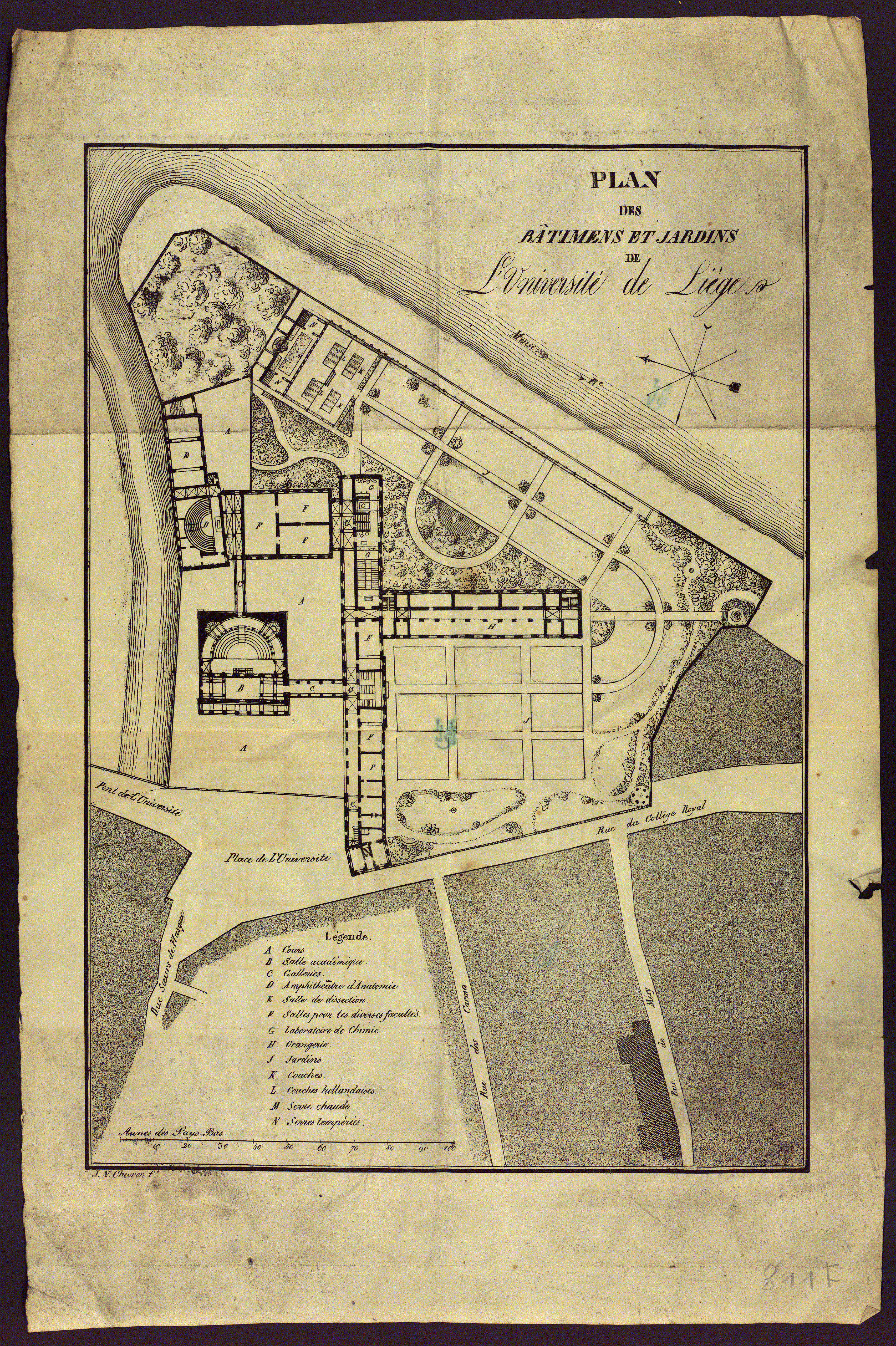
Plan de l'université par Chevron

Le recteur Denzinger annonce le 31 mars 1821 à tous les professeurs que le roi vient d'accepter la démolition de l'église et la construction d'une grande salle académique à cet emplacement. Les travaux sont confiés à Jean-Noël Chevron, architecte de la Ville de Liège chargé de l'aménagement de la nouvelle université. L'église est démolie en 1821 et ses matériaux sont récupérés pour la construction de la salle académique inaugurée en 1824. En plus de cette dernière, Chevron ajoute quatre travées à l'aile bibliothèque et y accole un amphithéâtre d'anatomie détruit plus tard par Julien-Étienne Rémont.

### Rémont
En 1836, de nouveaux travaux sont entrepris par Julien-Étienne Rémont avec comme objectif de « symétriser » l'ensemble. Il reconstruit l'aile Velbrück où sera installé sur son sommet l'observatoire d'astronomie et de météorologie en 1838 qui déménagera plus tard au sommet de l'aile de 1717 avant d'émigrer pour Cointe. À cette aile Velbrück, Rémont ajoute un bâtiment, dite aile des machines, parallèle à celui du 1717 formant un « U ». Cette dernière aile abrite l'école des arts, manufactures et mines.
Rémont construit également une nouvelle aile du côté de l'actuelle place Cockerill perpendiculaire à l'aile bibliothèque formant un « U » autour de la salle académique. Cette aille est destinée à la faculté de médecine et au conservatoire.
Ces nouveaux travaux aboutissent donc à un double « U » accolé et ouvert vers l'ouest avec l'aile de 1717 comme aile commune.

### Demany
Ces agrandissements s’avèreront vite insuffisants. Dans les années 1870, après avoir envisagé le déménagement, la commission des locaux décide de maintenir l'université sur le site couplé au transfert de certains instituts. Ces 8 instituts, appelés instituts Trasenster, sont inaugurés à partir du début des années 1880. Seuls les instituts de chimie demeurent sur le site du 20-Août, ces bâtiments sont construits par Laurent Demany. Ils sont constitués de deux volumes coudés reliant une aile place du 20-Août à une autre aile longeant la Meuse, entraîne la destruction de l'aile Velbrück et de l'aile des machines.
Au même moment, un autre bâtiment est construit par Demany situé devant la salle académique et fermant le « U ». Cette nouvelle façade de la place accueille les facultés de droit et de philosophie et lettres ainsi que le rectorat.

### XXeetXXIesiècles
En 1958, l'aile construite par Julien-Étienne Rémont dans les années 1830 côté place Cockerill abritant  conservatoire est entièrement reconstruite. En 1999, une verrière est construite sur le toit de l'institut de chimie du quai Roosevelt pour accueillir la bibliothèque des sciences historiques et en 2005 la salle académique est restaurée en profondeur.